# Sale&Pepe
Sale&Pepe este o revistă lunară care se adresează pasionaților de gastronomie și care este cea mai populară revistă de gastronomie din Italia.
Este editată de trustul de presă Mondadori, lider pe piața de publishing italiană.
Revista a fost fondată în 1987, și apare și într-o ediție în limba sârbă, publicată la Belgrad.
Revista a fost lansată și în România la data de 1 octombrie 2008, de grupul Monden Media Group, care mai deține și revista Monden.

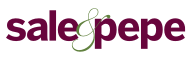
Sale & Pepe logo Mondadori

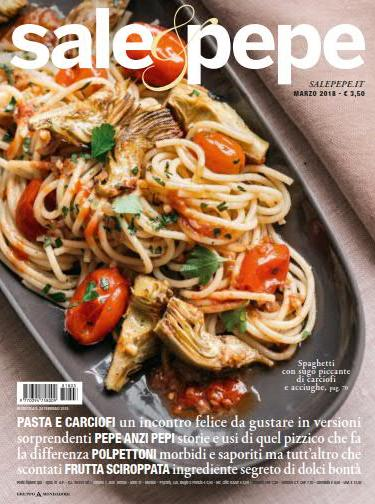
Cover of the magazine Sale & pepe march 2018, Mondadori

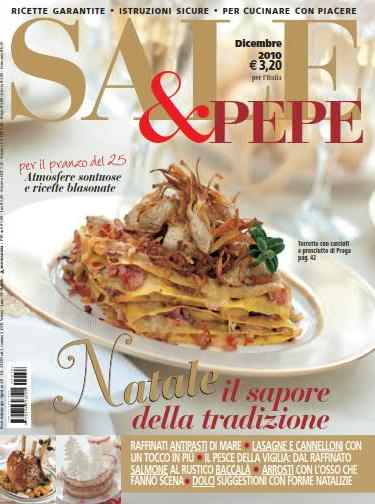
Cover of the magazine Sale & pepe december 2010, Mondadori